# Fabritius Cocci
Fabritius Cocci (falecido em outubro de 1606) foi um prelado católico romano que serviu como bispo de Vulturara e Montecorvino (1606).

## Biografia
No dia 27 de fevereiro de 1606, Fabritius Cocci foi nomeado durante o papado de Paulo V como Bispo de Vulturara e Montecorvino, onde serviu como bispo até à sua morte em outubro de 1606.